# Tenagomysis bruniensis
Tenagomysis bruniensis är en kräftdjursart som beskrevs av Fenton 1991. Tenagomysis bruniensis ingår i släktet Tenagomysis och familjen Mysidae. Inga underarter finns listade i Catalogue of Life.